# Chiroteuthis calyx
Chiroteuthis calyx är en bläckfiskart som beskrevs av Young 1972. Chiroteuthis calyx ingår i släktet Chiroteuthis och familjen Chiroteuthidae. Inga underarter finns listade i Catalogue of Life.